# Popillia flavitarsis
Popillia flavitarsis är en skalbaggsart som beskrevs av Ernst Gustav Kraatz 1899. Popillia flavitarsis ingår i släktet Popillia och familjen Rutelidae. Inga underarter finns listade i Catalogue of Life.